# グリーゼ783
| 太陽 | グリーゼ783A |
| ---- | ------------ |
| 太陽 | Exoplanet    |

グリーゼ783(Gliese 783)は、いて座にあるK型主系列星と赤色矮星による連星である。地球からは19.87光年にあり、絶対等級は+5.32である。グリーゼ783は、約140km/sの速度で太陽系の方向に近づいている。この速度だと、4万年以内に6.7光年の位置になり、現在より10倍も明るくなる。2つの恒星は、約43天文単位に相当する7.1″離れている。